# マルリアーナ
マルリアーナ (伊: Marliana) は、イタリア共和国トスカーナ州ピストイア県にある、人口約3,300人の基礎自治体（コムーネ）。

## 地理

### 位置・広がり

#### 隣接コムーネ
隣接するコムーネは以下の通り。
- マッサ・エ・コッツィーレ
- モンテカティーニ・テルメ
- ペーシャ
- ピストーイア
- サン・マルチェッロ・ピテーリオ
- セッラヴァッレ・ピストイエーゼ

### 気候分類・地震分類
マルリアーナにおけるイタリアの気候分類 (it) および度日は、zona E, 2503 GGである。
また、イタリアの地震リスク階級 (it) では、zona 2 (sismicità media) に分類される。

## 行政

### 分離集落
マルリアーナには以下の分離集落（フラツィオーネ）がある。
- Avaglio, Casore del Monte, Femminamorta, Momigno, Montagnana Pistoiese, Panicagliora, Serra Pistoiese